# جو سوير
جو سوير (بالإنجليزية: Joe Sawyer) (و. 1906 – 1982 م) هو ممثل، من كندا، ولد في غويلف، توفي في آشلاند، عن عمر يناهز 76 عاماً بسبب سرطان الكبد.

## وصلات خارجية
- جو سوير على موقع IMDb (الإنجليزية)
- جو سوير على موقع ألو سيني (الفرنسية)
- جو سوير على موقع أول موفي (الإنجليزية)
- جو سوير على موقع قاعدة بيانات برودواي على الإنترنت (الإنجليزية)
- جو سوير على موقع قاعدة بيانات الأفلام السويدية (السويدية)
- جو سوير على موقع إن إن دي بي (الإنجليزية)
- جو سوير على موقع قاعدة بيانات الفيلم (الإنجليزية)
- جو سوير على موقع كينوبويسك (الروسية)